# Risse (Zeitschrift)
RISSE. Zeitschrift für Literatur in Mecklenburg und Vorpommern ist eine zweimal jährlich erscheinende Zeitschrift für Literatur. Sie wird seit 1998 vom Verein zur Förderung neuer Literatur in Mecklenburg-Vorpommern RISSE e.V. in Rostock herausgegeben.

## Geschichte
Die Gründung der Zeitschrift fand im Sommer 1997 statt. Daran beteiligt waren Annette Handke, Leiterin des Rostocker Literaturhauses Kuhtor, der Publizist Martin Ebert, der Verlagslektor Thomas Gallien, der Publizist Wolfgang Gabler, die Germanistik-Promovendin Anne Kellner sowie Matthias Schümann. Die Gründung geschah auf Initiative von Anne Kellner, Wolfgang Gabler und Martin Ebert, der seit 1991 in Weimar eine gleichnamige Publikation herausgegeben hatte.
Der Name ist vom expressionistischen Gedicht „Vorfrühling“ des Dichters August Stramm inspiriert, welches auf Seite 2 der von Ebert im März 1991 herausgegebenen Publikation abgedruckt war.

## Erscheinungsweise
Die Zeitschrift sieht sich der Publikation neuer Literatur aus Mecklenburg und Vorpommern verpflichtet. Sie erscheint zweimal jährlich in Rostock. Redaktionsmitglieder sind Anne Blaudzun, Juliane Foth, Dietmar Guth, Jens Lippert und Daniela Albrecht.
In unregelmäßigen Abständen erscheinen Sonderhefte zu spezifischen Themen. Bisher erschienen Sonderhefte zu Uwe Johnson (1999), Stranden (2001), 3. Mahnung (2003), Am Limit (2006), Gespenster (2008), Früher war alles besser (2011), John Brinckman (2014), Auf Kippe. Der Künstler Jürgen Landt (2016), 20 Jahre RISSE (2018), Die Unabweisbarkeit der Kunst. Der Dichter Uwe Saeger (2020) und Risikolust (2022).